# طلاق (فیلم ۲۰۰۳)
طلاق (انگلیسی: Le Divorce) یک فیلم عاشقانه کمدی-درام به کارگردانی جیمز آیووری است که در سال ۲۰۰۳ منتشر شد.

## بازیگران
- کیت هادسن
- نائومی واتس
- لزلی کارون
- استاکرد چنینگ
- گلن کلوز
- استیون فرای
- تیری لرمیت
- متیو موداین
- بی‌بی نیوورتس
- سَـم واترستون
- رُنا هارتنر